# The Millionaire Detective – Balance: Unlimited
The Millionaire Detective – Balance: Unlimited (jap. 富豪刑事 Balance:UNLIMITED, Fugō Keiji Balance: Unlimited) ist eine Animeserie aus dem Jahr 2020, die bei Studio CloverWorks entstand. Die Handlung dreht sich um den superreichen Daisuke Kambe, der als Kriminalbeamter zusammen mit Haru Katō arbeitet und seine Fälle auf ungewöhnliche Weise mit Einsatz seines Vermögens löst. Die Geschichte basiert auf dem Roman The Millionaire Detective von Yasutaka Tsutsui.

## Handlung
Nachdem er bei der renommierten Einheit 1 bei einem Einsatz einen Beteiligten erschoss, wurde der junge Kriminalbeamte Haru Katō (加藤春) in die Einheit 2 versetzt. Hier landen vor allem die Polizisten, die strafversetzt werden oder für die anspruchsvollen Aufgaben nicht für tauglich gehalten werden. Der Dienst ist meist entspannt und Katō, der seine früher zum Heldenmut neigende Motivation nach dem Vorfall verloren hat, ist das Recht. Doch dann wird der superreiche Daisuke Kambe (神戸大助) in seine Abteilung versetzt und zeigt gleich beim ersten gemeinsamen Einsatz, dass er mit unkonventionellen Methoden vorgeht und dabei keine Rücksicht nimmt. Die Schäden begleicht er aus seinem unerschöpflichen Vermögen und sein KI-Assistent HEUSC unterstützt ihn dabei mit Informationen und technischen Hilfsmitteln. Katō sind die rücksichtslosen Methoden Kambes zuwider, doch von nun an werden die beiden immer wieder gemeinsam in Einsätze geschickt. Kambe versucht dabei, von seinem älteren Kollegen zu lernen – auch, dass er sich zurückhalten sollte und wie der Alltag eines „normalen“ Bürgers aussieht. Katō lernt dabei auch Kambes Familie kennen: Seine ihren Bruder unterstützende Schwester Suzue und deren Großmutter, die den Familienkonzern führt.
Ein terroristischer Vorfall bei einem Staatsbesuch bringt die Einheit auf die Spur, dass auch Kambes Konzern darin verwickelt ist. HEUSC verweigert ihm Informationen, die mit möglicherweise illegalen Waffenlieferungen zu tun haben. Katō wird vom Fall suspendiert und nach der überraschenden Festnahme und schließlich dem Tod einer Mitarbeiterin einer der involvierten Firmen verdächtigt die Einheit Kambe, in die Taten verwickelt zu sein. Der jedenfalls agiert zunehmend eigenmächtig. Vor allem der ältere Ermittler Nakamoto verdächtigt ihn. Er war zusammen mit seinem Vorgesetzten Takei vor vielen Jahren mit dem Fall der Ermordung von Sayuri Kambe befasst – Daisukes Mutter. Sein Vater und mutmaßlicher Täter starb kurze Zeit darauf bei einem Unfall und der Fall blieb ungeklärt. Nakamoto will ihn vor seinem Ruhestand noch aufklären und tut sich schließlich mit Kambe zusammen. Der, so wird klar, ist der Polizei nur beigetreten, um den Tod seiner Mutter aufzuklären. Gemeinsam können sie Takei überlisten und erfahren durch ihn, dass die Tat damals durch Mitwirkung der Polizei vertuscht wurde. Mit Takei können sie den Täter in das Anwesen der Kambes locken, doch verlieren dort die Kontrolle und Nakamoto und Takei werden ermordet. Der einzige, der außer Kambe Kontrolle über das Haus und HEUSC haben kann, ist sein Vater Shigemaru.
Nach dem Vorfall tritt Daisuke aus dem Polizeidienst aus und verfolgt seinen Vater, gemeinsam mit seiner Schwester, auf eigene Faust. Doch auch die Polizei bleibt an dem Fall dran. Und so identifizieren beide Shigemaru, der sich auf die Reise mit einem Frachtschiff eines Waffenschmugglers begibt. Sowohl Kambe als auch Katō gelangen an Bord, wo es zum Kampf mit dem Schmugglern und schließlich auch mit Shigemaru kommt. Schließlich explodiert das Schiff und alle drei entkommen nur knapp. Das Schiff wird von einer geheimen Energiequelle betrieben, Adollium, die die Familie Kambe entwickelte und nun für Waffen eingesetzt wird. Das Wissen darum und ein Streit um den Umgang damit war auch der Grund für den Mord an Daisukes Mutter. Während Kambe mit seiner Schwester an den Hintergründen forscht und gemeinsam mit Katō das Labor durchsucht, in dem seine Eltern gearbeitet haben, taucht auch Shigemaru wieder auf. In der Villa der Familie kommt es zum Kampf, in dem ans Licht kommt, dass Kambes Großmutter hinter den Taten steckt. Sie beauftragte ihren Butler zum Mord an ihrer Schwiegertochter, der nun in Verkleidung als Shigemaru arbeitete. Kambe setzt gegen ihren Willen durch, dass das Adollium öffentlich bekannt wird, und verhaftet sie. Er kehrt in den Polizeidienst zurück und arbeitet zusammen mit Katō weiter in außergewöhnlichen Einsätzen – meist gegen Missbrauch des Adolliums.

## Produktion und Veröffentlichung
Die Serie mit elf Folgen entstand beim Studio CloverWorks nach einem Roman von Yasutaka Tsutsui aus den Jahren 1975 bis 1977, zu dem Taku Kishimoto ein Drehbuch schrieb. Regie führte Tomohiko Itō und das Charakterdesign stammt von Keigo Sasaki. Die künstlerische Leitung lag bei Masaru Satō und Sayaka Kashiwamura. Das Mechanical Design entwickelte Hiroyuki Terao. Für den Ton war Yoshikazu Iwanami verantwortlich, für die Computeranimationen Shinji Nasu.
Die Erstausstrahlung der Serie startete am 9. April 2020 bei Fuji TV. Nach der zweiten Folge wurde die Ausstrahlung wegen der Auswirkungen der COVID-19-Pandemie in Japan unterbrochen. Ab dem 16. Juli wurde die Ausstrahlung ab der ersten Folge wieder aufgenommen und am 25. September 2020 mit der letzten Folge abgeschlossen. International wurde der Anime von der Plattform Wakanim in Europa unter anderem mit deutschen, französischen und englischen Untertiteln veröffentlicht. AnimeLab und Funimation Entertainment zeigen die Serie in Australien und Neuseeland per Streaming.

### Synchronisation
| Rolle             | japanischer Sprecher (Seiyū) |
| ----------------- | ---------------------------- |
| Daisuke Kambe     | Yūsuke Ōnuki                 |
| Haru Katō         | Mamoru Miyano                |
| Chōsuke Nakamoto  | Akira Kamiya                 |
| Ryō Hoshino       | Junya Enoki                  |
| HEUSC             | Kazuyuki Okitsu              |
| Shinnosuke Kamei  | Kentarō Kumagai              |
| Yukihiro Kiyomizu | Kōzō Shioya                  |
| Suzue Kambe       | Maaya Sakamoto               |
| Mahoro Saeki      | Reina Ueda                   |
| Katsuhiro Takei   | Rikiya Koyama                |
| Teppei Yumoto     | Shinya Takahashi             |

### Musik
Die Musik der Serie wurde komponiert von Yūgo Kanno. Das Vorspannlied ist Navigator von SixTONES und als Abspanntitel wurde Welcome My Friend von Okamoto's verwendet.